# 吉住涉
吉住涉（1963年6月18日—），日本漫畫家。本名中井真里子，出生於日本東京都。畢業於一橋大學經濟學系。

## 生平
吉住涉在擔任辦公室女文員時開始畫漫畫，處女作是短篇漫畫《Radical Romance》，連載於集英社的1984年《Ribon Original》初夏號。
吉住涉在《Ribon》（りぼん）的第一個連載是1988年開始的《帥氣女朋友》，單行本共有9本，這也是令吉住涉開始在日本出名的首個作品。接著的作品是1992年至1995年的《橘子醬男孩》，這是她的最著名的作品，也是令她得到日本和國際肯定的作品。之後又推出《只愛妳一人》和《薄荷關係》。2000年，她創作了共三冊的短故事《一起散散步》，還有緊接2001年的《戀愛小魔女》，這也是繼《帥氣女朋友》和《橘子醬男孩》後，有拍成電視動畫的作品。其它作品有《Baby It's You》（載於《Ribon Original》2005年12月號）、《P×P》等。
她直到現在仍然有為《Ribon》畫漫畫。此外，她也有畫女性漫畫，如2回的短故事《Happiness》，並刊登在集英社另一雜誌《Chorus》上。除了畫漫畫，吉住涉也喜歡旅行和逛街購物，她最喜歡的食物是巧克力，喜歡的顏色是藍色。

## 作品

### 在《Ribon》的作品
- 《遊戲四重奏》（四重奏ゲーム，全1冊）

這個單行本包括了吉住涉早期的三個短篇漫畫：《遊戲四重奏》、《Heart Beat》和《Another Day》。
- 《帥氣女朋友》（ハンサムな彼女，全9冊）

有吉住涉早期的一些短故事，包含處女作《Radical Romance》。
- 《橘子醬男孩》（ママレード・ボーイ，全8冊）
- 《只愛妳一人》（君しかいらない，全2冊）
- 《薄荷關係》（ミントな僕ら，全6冊）
- 《一起散散步》（ランダム・ウォーク，全3冊）
- 《戀愛小魔女》（ウルトラマニアック，全5冊）
- 《就是喜歡你》（だって好きなんだもん，全2冊）
- 《P×P》（全1冊）

包括《Baby It's You》。

### 在《Chorus》 / 《Cocohana》的作品
- 《Cherish》（チェリッシュ，全1册）
- 《Happiness》（ハピネス，併入《Cherish》的單行本）
- 《Spicy Pink》（スパイシーピンク，全2册）
- 《卡布奇諾》（カプチーノ，全1册）
- 《橘子醬男孩little》（ママレード・ボーイ little，全7册）

### 在《マ-ガレット》的作品
- 《千歲etc.》（ちとせetc.，全7册）

## 外部連結
- 《Ribon》官方網站（页面存档备份，存于） （日語）
- 吉住涉的讀者Fans網站 （日語）